# Ranellidae
Ranellidae es una familia de gasterópodos marinos del orden biológico denominado Sorbeoconcha.

## Morfología
La familia Ranellidae se caracteriza por ser de tamaño grande, fusiformes de vueltas convexas y espira alta, generalmente con dos várices en cada vuelta formada por bordes externos de la abertura, engrosados, obsoletos. Presentan una abertura oval y una superficie con escultura de espiral que forma tubérculos.

## Taxonomía
- Argobuccinum Herrmannsen,1846
  - Argobuccinum pustulosum tumidum (Solander in Lightfoot,1786)
  - Argobuccinum tumidum (Dunker, 1862)
- Austrotriton Cossman, 1903
  - Austrotriton parkinsonia (Perry, 1811)
- Cabestana Röding, 1798
- Charonia Gistel, 1848
- Cymatium Roding, 1798
  - Cymatium exaratum (Reeve,1844)
  - Cymatium labiosum (Wood,1828)
  - Cymatium lotorium (Linnaeus,1767)
  - Cymatium parthenopeum (von Salis,1793)
  - Cymatium tabulata (Menke,1843)
- Cymatona Iredale, 1929
  - Cymatona kampyla (Watson, 1885)
  - Cymatona tomlini Powell, 1955
- Fusitriton Cossmann, 1903
  - Fusitriton magellanicus Röding,1798
  - Fusitriton oregonensis Redfield, 1846
  - Fusitriton retiolus (Hedley, 1914)
- Linatella Iredale, 1917
  - Linatella cingulatum (Lamarck, 1822)
- Mayena Gray, 1857
  - Mayena australasia australasia (Perry, 1811)
  - Mayena australasia blacki Powell, 1954
  - Mayena australasia vossi Powell, 1952
- Monoplex Perry, 1811
  - Monoplex parthenopeus (Salis, 1793)
- Proxicharonia Powell, 1938
  - Proxicharonia palmeri Powell, 1976
- Ranella Lamarck,1816
- Sassia Bellardi,1873
  - Sassia apenninica remensa (Iredale,1936)
  - Sassia kampyla kampyla (Watson,1885)
  - Sassia kampyla tomlini (Powell,1955)
  - Sassia palmeri (Powell,1976)
  - Sassia parkinsonia (Perry,1811)
- Turritriton Dall, 1904
  - Turritriton labiosus (Wood, 1828)
  - Turritriton tabulatus exaratus (Reeve, 1844)